# Aeroporti in Lettonia
La seguente è una lista di aeroporti in Lettonia:
| Nome                    | Città      | ICAO | IATA | Altitudine (in m) |
| Aeroporto di Daugavpils | Daugavpils | EVDA | DGP  | 400               |
| Aeroporto di Liepāja    | Liepāja    | EVLA | LPX  | 5                 |
| Aeroporto di Riga       | Riga       | EVRA | RIX  | 10                |
| Aeroporto di Ventspils  | Ventspils  | EVVA | VNT  | 6                 |